# One for All (Rich Williams)
One for All è il primo album solista del chitarrista dei Kansas Rich Williams, inciso con il gruppo vocale Main Street Quartet.

## Il disco
Composto per la maggior parte da inediti, include anche vecchi classici della musica americana.

## Tracce

### LP
Lato A
1. Stolen Moments (Rich Williams)
2. One for All – 3:34
3. Farm – 4:17
4. A Night in Tunisia – 4:23
5. Skating in Central Park – 7:58
6. Serenade To a Coocko – 3:44
7. Dindi – 6:40
8. Work Song – 5:42